# Chelsea Wolfe
Chelsea Joy Wolfe (14 de novembre de 1983, Roseville) és una cantant, compositora i música nord-americana. El seu treball ha barrejat elements de rock gòtic, doom metal i música folk.
Criada al nord de Califòrnia amb un pare músic country, Wolfe va començar a escriure i gravar cançons durant la seva infància. Va obtenir elogis de la crítica underground pels seus llançaments, The Grime and the Glow (2010) i Apokalypsis (2011), que barrejaven elements gòtics i folk, així com els seus següents àlbums, Pain Is Beauty (2013), Abyss (2015) i Hiss Spun (2017), en què Wolfe va incorporar elements de neofolk, música electrònica i heavy metal.

## Primers anys de vida
Chelsea Wolfe va néixer a Roseville, Califòrnia, És d'ascendència anglesa, noruega i alemanya. Es va criar a Roseville i Sacramento. El seu pare tocava en una banda de country i era propietari d'un estudi a casa. Als 7 anys, ja havia escrit el seu primer poema i als 9 anys, havia escrit i gravat cançons que més tard va descriure com "cançons gòtiques de R&B interpretades bàsicament en teclats Casio".
De la seva infància, Wolfe va dir: "Vaig créixer bastant de pressa. Vaig tenir germanes grans. Quan tenia 11 anys, ja bebia licor de malta de 40 graus". També va lluitar amb la paràlisi del son quan era petita i durant la seva adolescència, cosa que la va portar a l'hospital per estudis el son⁣; aquestes experiències es van convertir en material per als seus àlbums Abyss i Hiss Spun.
Wolfe va viure amb la seva àvia durant una part de la seva infància, que li va ensenyar sobre aromateràpia, Reiki i "altres àmbits".

## Carrera

### 2006:Mistake in Parting
El 2006 Wolfe va compondre un àlbum, titulat Mistake in Parting, que mai va ser llançat oficialment. Sobre l'àlbum, Wolfe va dir: "Tenia 21 anys i vaig escriure un àlbum de ruptura de cantant i compositor de merda. Ni tan sols volia ser música aleshores, però molts dels meus amics deien: "Fem això, tinc alguns amics productors" i em van ajudar a fer aquest disc terrible i sobreproduït... Vaig fer una pausa de la música durant un temps perquè no estava content amb el que estava fent". Wolfe va comentar més tard que va abandonar l'àlbum en gran part perquè s'havia escrit sobre esdeveniments de la seva vida personal: "Estava escrivint coses molt personals sobre la meva pròpia vida i no em vaig sentir gens còmode. .. No volia que [la meva música] fos tant sobre mi mateix, i només havia de trobar una nova perspectiva".

### 2010–2012:The Grime and the GlowiApokalypsis
El primer àlbum àmpliament llançat de Wolfe, The Grime and the Glow (2010), va ser publicat pel segell independent de Nova York Pendu Sound Recordings, precedit aquell mateix any pels àlbums d'edició limitada Soundtrack VHS/Gold i Soundtrack VHS II. El seu següent àlbum, Apokalypsis (2011), estilitzat com a Ἀποκάλυψις, li va guanyar força atenció en l'escena underground, així com l'aclamació de la crítica, rebent crítiques favorables a Pitchfork i CMJ. Wolfe va fer nombroses gires per Amèrica del Nord i Europa per donar suport als dos àlbums, i va patir una por escènica extrema; quan inicialment va començar a actuar en directe, Wolfe portava un vel negre a la cara. "Actuar era una cosa que havia d'aprendre", va dir. "A penes vaig poder suportar estar a l'escenari durant els primers anys, i és el motiu pel qual vaig trigar tant a començar la meva carrera com a música".

### 2012-present: Sargent House

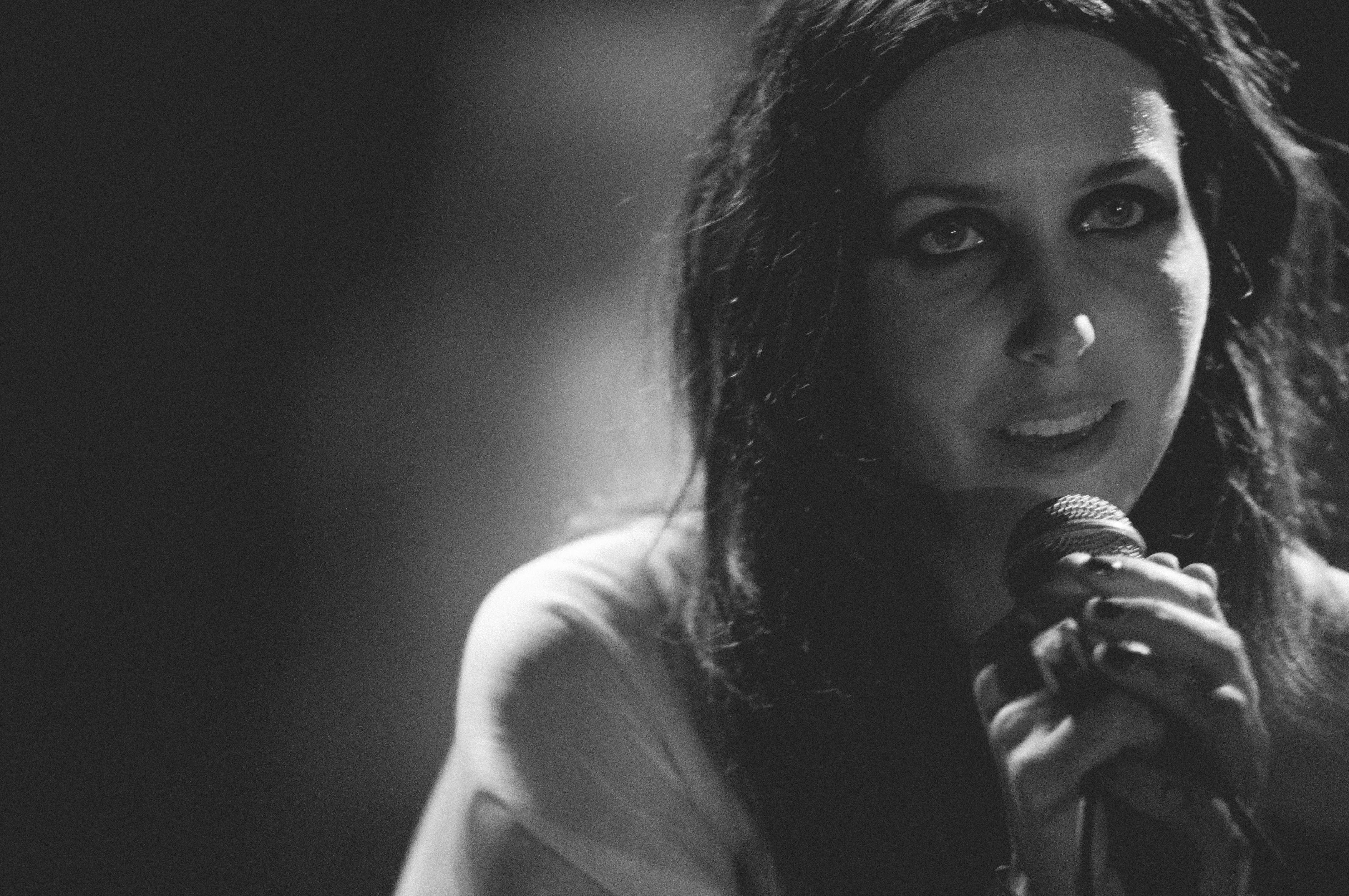
Wolfe actuant a San Francisco, Califòrnia, 2013

El 2012, Wolfe va interpretar cinc cançons de la banda anarcopunk britànica Rudimentary Peni, i les va publicar com a A Tribute To Rudimentary Peni el 17 de febrer com a descàrrega gratuïta a través de Pendu Sound. Més tard va tornar a gravar les cançons de Peni amb la seva banda als Southern Studios de Londres, i les va publicar com a EP, Prayer for the Unborn, el gener de 2013 a Southern Records.
Wolfe va signar amb el segell Sargent House el 2012 per publicar el seu tercer àlbum. Unknown Rooms: A Collection of Acoustic Songs va ser llançat el 16 d'octubre de 2012, i presentava un so més orientat al folk, a diferència del seu treball anterior, que s'havia centrat molt en el sonar de guitarres elèctriques i distorsió. L'àlbum acústic contenia "cançons que foren una vegada orfes", segons Wolfe. El 28 de juliol de 2012, el primer senzill, "The Way We Used To", es va estrenar a NPR. El 20 de setembre, el segon senzill, "Appalachia", es va estrenar a The Fader.
Wolfe va llançar un àlbum en directe, Live at Roadburn, el 28 de setembre de 2012, gravat aquell 12 d'abril al Roadburn Festival de Tilburg, Països Baixos. El quart àlbum d'estudi de Wolfe, Pain Is Beauty, va ser llançat el 3 de setembre de 2013, així com un tràiler de l'àlbum, seguit d'una gira nord-americana de suport. Durant el 2013 i el 2014, Wolfe va llançar dos senzills dividits de 7 polzades amb King Dude, Sing Songs Together... i Sing More Songs Together..., i un EP en directe, Chelsea Wolfe Folkadelphia Session May 31, 2014.
Wolfe també va contribuir com a veu convidada al cinquè àlbum d'estudi de la banda nord-americana de post-metal Russian Circles, Memorial, publicat l'octubre de 2013. Wolfe i Russian Circles van fer una gira per Europa junts a finals de 2013.
El 2014, va estrenar una pel·lícula de llarga durada, Lone, amb música de Pain Is Beauty i dirigida per Mark Pellington.
"Carrion Flowers", "Iron Moon" i "After the Fall" es van publicar com a segon, tercer i quart senzill, respectivament, del seu quart àlbum, Abyss (2015).
L'1 d'abril de 2016, Wolfe va llançar el senzill de 7 polzades no àlbum "Hypnos", precedit d'un vídeo musical el 22 de març. El gener de 2017, va anunciar una gira per Europa i el Regne Unit que començaria a l'abril.
El seu cinquè àlbum d'estudi, Hiss Spun, va ser llançat per Sargent House el 22 de setembre de 2017. També va aparèixer en col·laboracions a l'àlbum de Myrkur del 2017 Mareridt i a l'àlbum Deafheaven del 2018 Ordinary Corrupt Human Love.
El gener de 2019, Wolfe va mostrar un nou àlbum sense títol a Twitter, escrivint només "2019". El 12 de març, va revelar que el proper àlbum seria en gran part acústic, que es gravaria als boscos del nord de Califòrnia i s'inspiraria en esdeveniments actuals. El col·laborador des de llarg temps Ben Chisholm coproduiria l'àlbum, amb alguns intèrprets convidats com el bateria Jess Gowrie.
El 18 de juny de 2019, Wolfe va anunciar el seu sisè àlbum d'estudi, Birth of Violence i va llançar el primer senzill de l'àlbum, "The Mother Road". L'àlbum es va publicar el 13 de setembre de 2019.
El 14 de maig de 2020, Wolfe i la seva amiga i bateria Jess Gowrie van anunciar el seu projecte de col·laboració Mrs. Piss i el seu àlbum debut, Self-Surgery, amb data de llançament el 29 de maig de 2020, a través de Sargent House.
El gener de 2021, Wolfe va formar un equip amb Emma Ruth Rundle per al senzill "Anhedonia" publicat digitalment a la botiga de Wolfe a Bandcamp. El març de 2021, Wolfe va formar equip amb Xiu Xiu per interpretar la cançó "One Hundred Years" de The Cure per a l'àlbum de duets de Xiu Xiu Oh No. El 26 de maig de 2021, "Diana", una col·laboració entre Wolfe, els seus companys de banda Ben Chisholm i Jess Gowrie i Tyler Bates es va publicar com a part de la banda sonora de Dark Nights: Death Metal. El 21 de setembre de 2021, Wolfe va llançar la cara B del seu sisè àlbum d'estudi, Birth of Violence, amb la cançó inèdita "Green Altar" i una versió de "Woodstock" de Joni Mitchell. Al costat d'ell també es va publicar un documental que detallava la seva gira del 2019.

## Col·laboracions
L'abril de 2016, Wolfe i el seu company de banda Ben Chisholm van ser convidats especials per a l'actuació en directe col·laborativa de Converge, Blood Moon, juntament amb Stephen Brodsky de Cave In i Steve Von Till de Neurosis. Limitat a quatre actuacions europees, el col·lectiu va interpretar "interpretacions ambient / post-rock " de diversos temes de la discografia de Converge, especialment cançons del seu "treball menys escoltat i més lent". La primera posta de la Lluna de sang va tenir lloc a Postbahnhof de Berlín l'11 d'abril. La segona va tenir lloc a La Cartonnerie de Reims el 12 d'abril. La tercera va tenir lloc a Electric Brixton a Londres el 13 d'abril. El quart i últim espectacle de Blood Moon va tenir lloc al Roadburn Festival als Països Baixos el 16 d'abril.
El 28 de setembre de 2021, Converge va anunciar que la banda i Chelsea Wolfe havien tornat a col·laborar per al desè àlbum d'estudi de l'anterior Bloodmoon: I, publicat el 19 de novembre de 2021.

## Equipament
Chelesa va compondre els seus dos primers àlbums amb la guitarra clàssica de la seva mare, a la qual li faltava un afinador; com a resultat, s'havien d'afinar les cordes en greu, que era un element estilístic que es portava a les gravacions d'estudi. Wolfe toca sovint amb una Gibson ES-335 de 1979 i 2014, que va utilitzar mentre gravava el seu àlbum Hiss Spun. En una entrevista del 2017, va dir que la seva Gibson ES-335 del 2014 era "la millor guitarra que he tingut mai, cada vegada que l'agafo, vull tocar-la per sempre". També toca amb diverses guitarres Fender, incloent-hi una Jazzmaster amb un coll Stratocaster i un Mustang amb un coll Dean.
Per als amplificadors, ha utilitzat una Gibson Titan de la dècada de 1960, un Laney Klipp de la dècada de 1970 i un Fender Bassbreaker 45.

## Estil musical i influències

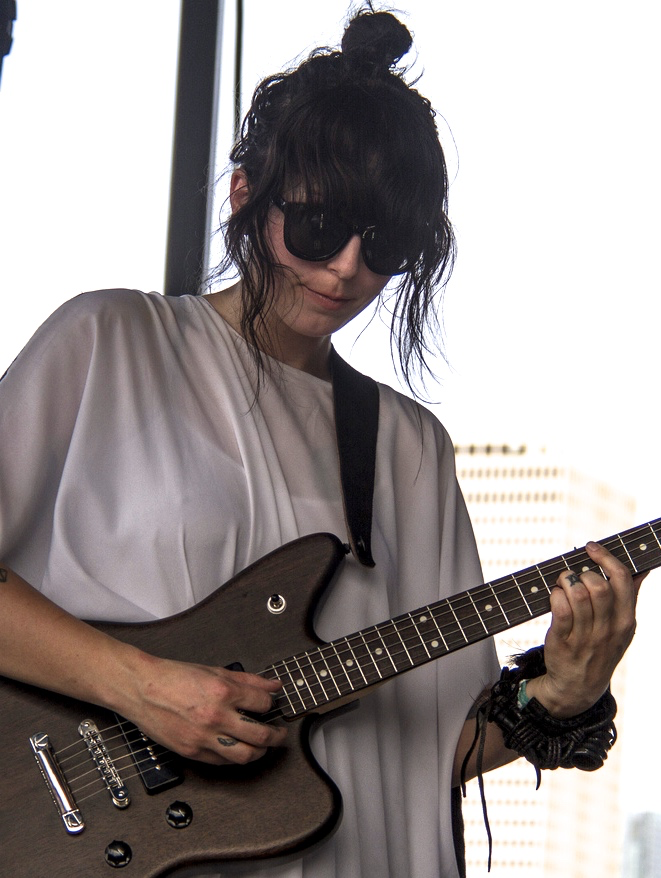
Wolfe en directe l'any 2012

Wolfe ha esmentat una gran varietat d'artistes i gèneres com a influències, inclòs el black metal i la música folk escandinava, però ha dit: "M'està costant quedar-me amb un gènere i, sincerament, ho prefereixo així. Prefereixo ser lliure d'experimentar i fer el tipus d'art que vull fer que ser fàcil de definir." Diversos crítics han assenyalat elements de doom metal, drone metal, rock gòtic, folk, lo-fi, electrònica, noise i ambient fosc a la seva música. A part del gòtic i l'experimental, molts crítics l'han batejat com "doom folk". Wolfe ha dit: "Crec que, en el fons, m'agradaria tenir una d'aquestes veus molt crues com Kurt Cobain, així que potser ho compensaré amb guitarres distorsionades". Mojo va descriure la seva música com "Territori de Siouxsie & The Banshees [...], amb cordes tractades, tambors ressonants i llamps de reverberació al voltant de la seva veu de vellut aixafada i de doble pista".
Wolfe ha expressat una forta afinitat per la música R&B, citant Aaliyah com una gran influència en la seva carrera des de la seva infància. Va dir: "Vaig créixer escoltant el meu pare tocant la guitarra mentre cantava harmonies... De petita volia gravar les meves pròpies cançons, així que em va preparar amb un 8 pistes. L'ambient d'aquelles primeres cançons era com si Aaliyah conegués Fleetwood Mac⁣: el que estava escoltant barrejat amb el que escoltaven els meus pares. 'Age Ain't Nothing But a Number' era la meva cançó preferida aleshores".
Altres influències musicals inclouen Vladimir Vysotsky, Selda Bagcan, Nick Cave, Hank Williams, Townes Van Zandt, Suicide, SPK, diverses "músiques dels anys 20 i 30", Joy Division, i més recentment, Black Sabbath, Sunn O))), Deftones i Neurosis. En el passat va esmentar Burzum com a influència, però més tard va dir que considerava les opinions polítiques de Burzum massa extremes.
Wolfe ha citat com a influències els elements visuals del cineasta Ingmar Bergman i la fotògrafa Nan Goldin, així com els escrits de DH Lawrence i Ayn Rand. No obstant això, el 24 de setembre de 2015, va declarar que pel que fa a la seva suposada afinitat amb Rand: "Quan vaig dir que m'agradava Ayn Rand fa molts anys, no sabia res del que representava ni del que significaven els seus llibres. Em retracto!". Altres escriptors que ha esmentat com a inspiradors inclouen Marcel Proust, Louis-Ferdinand Céline i Sylvia Plath.
Des del 2011, Wolfe ha treballat amb la dissenyadora de vestuari i estilista de vestuari de Nova York Jenni Hensler, a qui atribueix l'ajuda que l'ha ajudat a conrear i desenvolupar la seva pròpia imatge original. El vestuari i el treball d'estil de Hensler es poden veure tant a les actuacions en directe de Wolfe com als vídeos musicals, més recentment al vídeo de "Be All Things".
S'ha assenyalat que Wolfe té una gamma vocal de soprano.

## Discografia

### Àlbums d'estudi
- The Grime and the Glow (2010)
- Apocalypsis (2011)
- Pain Is Beauty (2013)
- Abyss (2015)
- Hiss Spun (2017)
- Birth of Violence (2019)[81]
- She Reaches Out to She Reaches Out to She (2024)

### Àlbums recopilatoris
- Unknown Rooms: A Collection of Acoustic Songs (2012, Sargent House)
- Soundtrack VHS/Gold

### Àlbums en directe
- Live at Roadburn (2012, Roadburn Records)

### Senzills i EPs
- "Advice & Vices" digital single (2010, Pendu Sound Recordings)
- Prayer for the Unborn EP (2013, Southern Records)
- Sing Songs Together... split single de 7 polzades amb King Dude (2013, Sargent House)
- Sing More Songs Together... senzill dividir de 7 polzades amb King Dude (2014, Not Just Religious Music)
- Chelsea Wolfe Folkadelphia Session May 31, 2014 digital EP (2014, Folkadelphia)
- Single digital "Iron Moon" (2015, Sargent House)
- Single digital "Carrion Flowers" (2015, Sargent House)
- Single digital "After the Fall" (2015, Sargent House)
- "Hypnos" senzill de 7 polzades (2016, Sargent House)
- Single digital "16 Psyche" (2017, Sargent House)
- Single digital "Vex" (2017, Sargent House)
- Single digital "Offering" (2017, Sargent House)
- Single digital "The Culling" (2017, Sargent House)
- Woodstock / Green Altar (2021, Sargent House)

### Amb Converge
- Bloodmoon: I (2021)

### Amb Mrs. Piss
- Self-Surgery (2020)

## Membres de la banda
Membres actuals

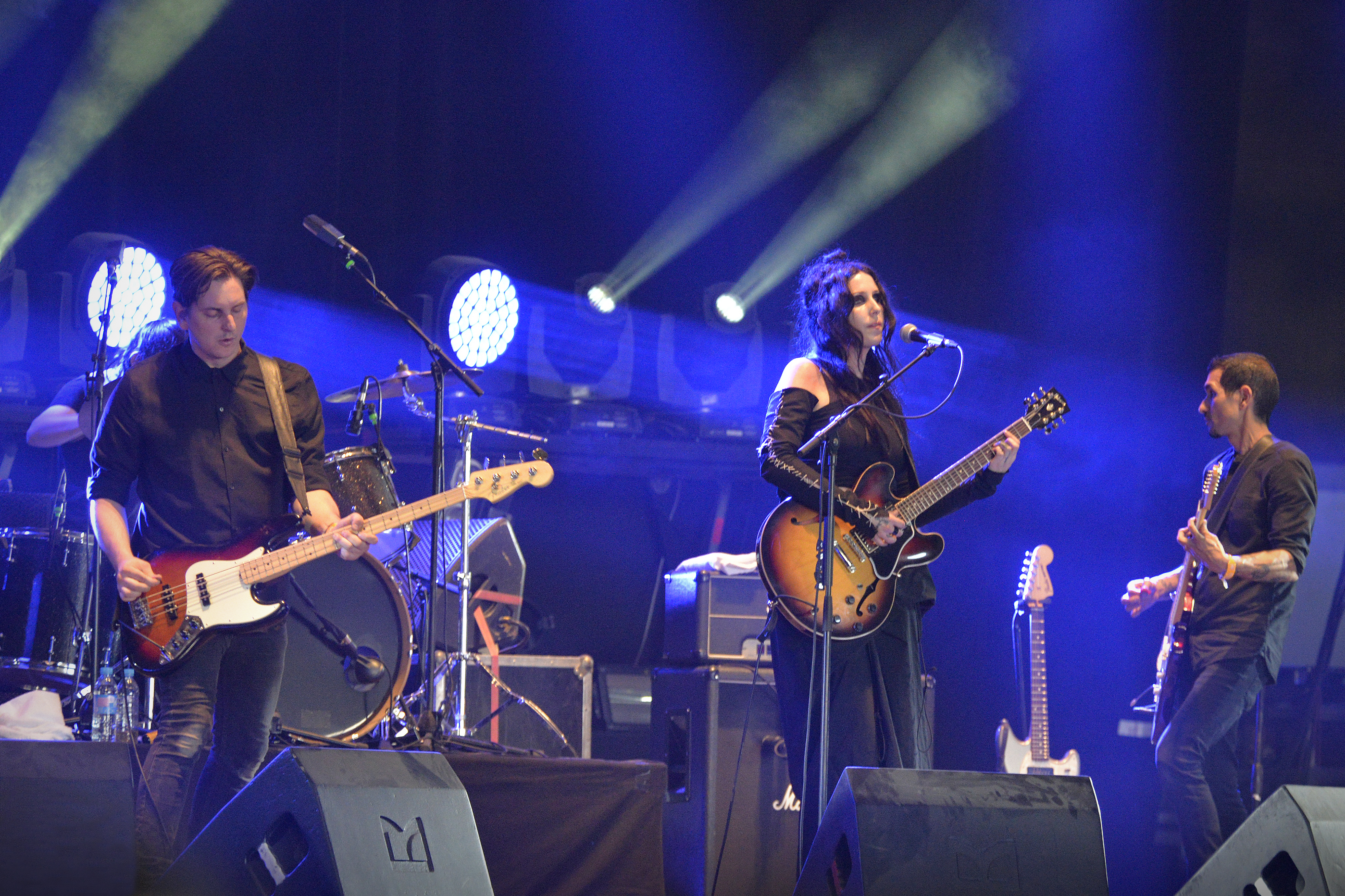
Wolfe actuant amb la seva banda de suport al festival Hellfest el 2017

- Chelsea Wolfe – veus, guitarres (2009 – present)
- Ben Chisholm – sintetitzador, piano, electrònica (2009 – present) baix (2012 – present)[82]
- Jess Gowrie - bateria (2017 – present)[82]
- Bryan Tulao - guitarres solistes (2017 – present)[82]

Mambres antics
- Kevin Dockter – guitarres solistes (2009 - 2015)
- Addison Quarles – baix (2009 - 2012)
- Drew Walker – bateria (2009 - 2012)
- Dylan Fujioka – bateria (2012 - 2017)
- Mike Sullivan – guitarres solistes (2015 - 2016)
- Aurielle Zeitler – guitarres solistes (2016 - 2017)

Membres de gira i sessió
- Fred Sablan – baix
- Troy Van Leeuwen – guitarres[82]
- Andrea Calderon – violí
- Ezra Buchla – viola